# Cagnes-sur-Mer
Cagnes-sur-Mer (en occitano Canha de Mar) es la quinta ciudad del departamento de Alpes Marítimos, con una población de 48.941 habitantes. Forma parte de la aglomeración de Niza, y tiene más de 4 kilómetros de playa. Las actividades principales son el turismo y el comercio. Sus paisajes y gentes inspiraron a pintores tan dispares como Lebacq,Soutine, Iturrino o Pierre-Auguste Renoir.

## Demografía
| 1 304 | 1 168 | 1 5 | 1 936 | 2 102 | 2 317 | 2 454 | 2 443 | 2 280 | 2 435 | 2 793 | 2 582 | 2 400 | 2 855 | 3 057 | 2 962 | 3 029 | 3 381 | 3 705 | 5 044 | 5 395 | 7 499 | 7 866 | 9 038 | 9 315 | 11 066 | 15 392 | 22 110 | 29 538 | 35 214 | 40 902 | 43 942 | 48 941 |
| Para los censos de 1962 a 1999 la población legal corresponde a la población sin duplicidades (Fuente: INSEE [Consultar]) |       |     |       |       |       |       |       |       |       |       |       |       |       |       |       |       |       |       |       |       |       |       |       |       |        |        |        |        |        |        |        |        |

## Lugares y monumentos
- El castillo-museo Grimaldi: comprado en 1939 por el municipio, fue transformado en museo en 1946. Tiene un gran interés arquitectónico, colecciones sobre el olivo, objetos del periodo romano y la donación de la cantante Suzy Solidor.

- La finca Renoir: en 1903, el pintor compró una finca en la colina les Collettes donde vivió hasta su muerte en 1919.

- El Hipódromo: fundado en septiembre de 1952. Uno de los más importante de Francia, junto al mar

- Iglesia Saint-Pierre: iglesia dedicada a San Pedro, patrón de los pescadores, conocida cómo iglesia amarilla.